# Akzent (Linguistik)
Der Akzent (im 15. oder 16. Jahrhundert von lateinisch accentus ‚eigentlich‘ „das Antönen, das Beitönen“ entlehnt, einer Ableitung vom Verb accinere „dazu singen, dazu tönen“; deutsch auch die Betonung) in der Sprachwissenschaft ist eine suprasegmentale Eigenschaft von Lauten, Wörtern, Wortgruppen und Sätzen. Sie dient der Hervorhebung von Silben, Wörtern, Wortgruppen und Sätzen. Spezifisch spricht man vom Wortakzent, bei dem eine Silbe hervorgehoben wird, bzw. vom Satzakzent, bei dem ein Wort hervorgehoben wird.
Als Mittel kommen
- dynamischer (Tonstärke),
- melodischer (Tonhöhe) und
- temporaler (Tondauer)

Akzent zum Einsatz. Neben dem Hauptakzent kann es noch einen oder mehrere Nebenakzente geben. Im Deutschen wird der Wortakzent vorwiegend dynamisch realisiert. Er liegt auf einer der drei letzten betonbaren Silben in einem Wort (Dreisilbengesetz). In Komposita wird meistens der erste Bestandteil betont.
In der Dichtung wird bei Sprachen, die dem akzentuierenden Versprinzip folgen, der Versakzent vor allem durch Tonstärke (dynamisch) und Tonhöhe (melodisch) erzeugt, während bei Sprachen, die dem quantitierenden Versprinzip folgen, die Tondauer (temporal) und damit die Vokalquantität maßgeblich ist. Der Versakzent kann sich vom natürlichen Akzent unterscheiden, da beispielsweise durch eine regelmäßige Folge von gleichartigen Versfüßen eine akzentuierte Silbe beim Vortrag automatisch auch dort gesprochen wird, wo der natürlichen Betonung nach keine ist. Beispiel:
Ihr naht euch wieder, schwankende Gestalten, …
◡—◡—◡—◡—◡—◡
Hier entsteht durch die regelmäßige Jambenfolge eine Hebung auf der letzten Silbe von „schwankende“, die der natürlichen Betonung (—◡◡) nach nicht vorhanden ist. Der Versakzent im Unterschied zum natürlichen Akzent wird auch als Iktus (lateinisch ictus ‚Schlag‘) bezeichnet, ebenso das den Akzent markierende diakritische Zeichen (meist ein über den Silbenvokal bzw. das Silbenzeichen gesetzter Akut für den Hauptakzent und ein Gravis für den Nebenakzent).
Beim Tonakzent geht es um die temporale Variation oder den Verlauf der Tonhöhe auf den Vokalen innerhalb eines Wortes, meist im Kontrast zwischen mehreren Silben oder innerhalb einer Silbe.
Die Rolle, die der Akzent innerhalb einer Sprache spielt, wird auch zur Typisierung von Sprachen verwendet. Man unterscheidet:
- Akzentsprachen, bei denen der Wortakzent phonologisiert und bedeutungstragend ist. Beispiele sind Deutsch, Englisch und Polnisch.
- Tonsprachen, bei denen die Tonhöhe bedeutungstragend ist. Beispiele sind das Chinesische und viele Sprachen Afrikas. Akzente können in diesen Sprachen existieren; ihre Bedeutung ist aber oft weniger prominent.
- Tonakzentsprachen (englisch pitch accent language), die Merkmale von Akzent- und Tonsprachen aufweisen. Beispiele sind Japanisch und Schwedisch.